# 大许家站
大许家站是一个陇海线上的铁路车站，位于江苏省徐州市铜山区大许乡，建于1921年，目前为四等站，邮政编码为221124。目前客运：办理旅客乘降；行李、包裹托运；货运：办理整车货物发到；危险货物仅办理农药、化肥发到。